# Trichosphaeria barbula
Trichosphaeria barbula är en svampart som först beskrevs av Berk. & Broome, och fick sitt nu gällande namn av Georg Winter 1885. Trichosphaeria barbula ingår i släktet Trichosphaeria och familjen Trichosphaeriaceae.   Inga underarter finns listade i Catalogue of Life.